# Мале Гросулове
Мале Гросулове (до 2025 р. — Полезне) — село в Україні, у Великомихайлівській селищній громаді Роздільнянського району Одеської області. Населення становить 749 осіб.

## Історія
Під час Голодомору 1932—1933 років померло щонайменше 16 жителів села.
До 17 липня 2020 року було підпорядковане Великомихайлівському району, який був ліквідований.
5 червня 2025 р. Верховна Рада проголосувала за повернення історичної назви села — Мале Гросулове.

## Населення
Згідно з переписом 1989 року населення села становило 625 осіб, з яких 291 чоловік та 334 жінки.
За переписом населення 2001 року в селі мешкало 749 осіб.

### Мова
Розподіл населення за рідною мовою за даними перепису 2001 року:
| Мова       | Відсоток |
| ---------- | -------- |
| українська | 91,99 %  |
| румунська  | 3,34 %   |
| російська  | 1,74 %   |
| болгарська | 1,34 %   |
| гагаузька  | 1,34 %   |